# Ralf Wadephul
Ralf Wadephul (Berlijn, 1958) is een Duits toetsenist en geluidstechnicus. Zijn muzikale opleiding begint bij de blokfluit, maar ook de piano. Hij wordt pas bekend als hij door Edgar Froese van Tangerine Dream wordt meegevraagd voor hun tournee door Noord-Amerika in 1988; daarna blijft hij tot 1990 betrokken bij de band. Hij verschijnt op de track Sun Gate van Optical race (1988). In 2006 volgt Blue dawn, een release van oude opnamen van The Dream, waarop Wadephul ook aan heeft meegewerkt. Wadephul kon door de geboorte van een zoon destijds niet meer voldoen aan het strakke tourschema van Tangerine Dream.
Sinds het verlaten van de band, is hij als geluidstechnicus betrokken bij het "Duitsland" klaarmaken (dubbing) van films en televisieprogramma’s. In 2008 verschijnt zijn eerste soloalbum When Aliens Meet A Drop of Water.